# Pod powierzchnią (film 2013)
Pod powierzchnią (ang. Beneath) – amerykański horror z 2013 roku w reżyserii Larry’ego Fessendena. Wyprodukowany przez studio Chiller Films i Glass Eye Pix.
Premiera filmu miała miejsce 3 maja 2013 roku podczas Festiwalu Filmowego Stanley w Estes Park w Kolorado.

## Opis fabuły
Sześcioro przyjaciół planuje spędzić weekend nad oddalonym od cywilizacji jeziorem. Przed wyjazdem ostrzega ich znajomy. Mimo to młodzi ludzie wypływają łodzią na środek jeziora. Nagle atakuje ich krwiożercza bestia. Na dodatek łódka powoli nabiera wody. Trwa walka o przetrwanie.

## Obsada
Źródło: Filmweb
- Daniel Zovatto jako Johnny
- Bonnie Dennison jako Kitty
- Chris Conroy jako Matt
- Jonny Orsini jako Simon
- Griffin Newman jako Zeke
- Mackenzie Rosman jako Deb

i inni